# Marzena Podzińska
Marzena Podzińska (ur. 3 września 1973 w Pyrzycach) – polska działaczka samorządowa, od 2014 burmistrz Pyrzyc.    

## Życiorys
Ukończyła studia z zakresu zarządzania i organizacji, następnie odbyła studia podyplomowe z prawa samorządowego i administracyjnego, zarządzania pomocą społeczną i psychologii zarządzania. Została kierowniczką Ośrodka Pomocy Społecznej w Pyrzycach.

### Działalność samorządowa
Podczas władzy Jerzego Olecha jako burmistrza Pyrzyc została mianowana wiceburmistrzem, w kwietniu 2014 roku zrezygnowała z pełnionej przez siebie funkcji. W wyborach samorządowych w tym samym roku ubiegała się o urząd burmistrza Pyrzyc startując z własnego komitetu wyborczego z poparciem Sojuszu Lewicy Demokratycznej. W II turze wyborów zwyciężyła z urzędującym Jerzym Olechem uzyskując 4207 głosów (55,50%). 4 grudnia została zaprzysiężona na stanowisku, stając się tym samym pierwszą kobietą wybraną na ten urząd. W lipcu 2015 roku została wiceprezeską stowarzyszenia Lokalna Grupa Działania Ziemia Pyrzycka.
W wyborach samorządowych w 2018 roku uzyskała reelekcję na stanowisku burmistrza, wygrywając z II turze z Justyną Łyjak. Uzyskała 3461 głosów (52,32%). W kwietniu 2022 roku dołączyła do kierowanego przez Jacka Karnowskiego Ruchu Samorządowego Tak! Dla Polski.
W wyborach samorządowych w 2024 roku ponownie uzyskała reelekcję; po raz drugi pokonała Justynę Łyjak w II turze, uzyskując tym razem 3638 głosów (59,21%).